# Switched-On Bach
Switched-On Bach è il primo album in studio della compositrice statunitense Wendy Carlos (allora Walter Carlos), pubblicato nel 1968.
Contiene alcune delle arie più note e l'intero Concerto brandeburghese n. 3 di Johann Sebastian Bach eseguiti interamente ed esclusivamente con un sistema modulare Moog. Album di grande successo commerciale, ebbe il principale merito di aumentare enormemente la popolarità dei sintetizzatori e della musica suonata con essi.

## Retroscena
Nel 1967 Carlos fece ascoltare le sue composizioni alla musicista Rachel Elkind. Si trattava di esecuzioni, risalenti a dieci anni prima più altre del 1964 realizzate presso il Columbia-Princeton Electronic Music Center di New York con l'amico Benjamin Folkman, tra cui una reinterpretazione delle Invenzioni a due voci in fa maggiore di Bach.
Carlos decise poco dopo di realizzare un album contenente delle partiture di Bach eseguite interamente con un sistema modulare Moog. La compositrice pensava di sfruttare l'odierna tecnologia per realizzare «musica gradevole e davvero ascoltabile», diversa da quella dei compositori contemporanei dell'epoca, che lei considerava brutta. Elkind, che apprezzò in modo particolare il Concerto brandeburghese no. 3 in fa maggiore riproposto da Carlos, co-produsse l'album con lei. Grazie all'aiuto di Ettore Stratta, le musiciste si assicurarono un contratto discografico alla Columbia Records. Paul Myers della Columbia Masterworks concesse a Carlos, Folkman ed Elkind grande libertà artistica nel modo di registrarlo e pubblicarlo.

## Registrazione
Switched-On Bach contiene dieci arie di Bach più l'intero Concerto brandeburghese n. 3, eseguite interamente con un sintetizzatore Moog. Nel corso della registrazione, Carlos lavorò a stretto contatto anche con Robert Moog, l'inventore dell'omonimo sintetizzatore, al fine di apportare modifiche per migliorare le prestazioni dello strumento. L'album venne registrato soprattutto nell'appartamento in affitto di Carlos al numero 410 di West End Avenue, presso il West Side di Manhattan a New York.
Stando a Carlos, l'album fu completato nell'arco di cinque mesi e furono necessarie mille ore di registrazione complessive. Dal momento che i sintetizzatori erano monofonici, per ottenere il risultato finale fu necessario sovraincidere più registrazioni; Carlos non apprezzava il fatto che, per suonare il Moog, fosse necessario lasciare una nota appena prima di premere quella seguente: definì questo approcciò allo strumento "distaccato" e "inquietante". Dal momento che il sintetizzatore non era sempre efficiente e spesso perdeva l'intonazione corretta, l'artista disse di averlo colpito in varie circostanze con un martello per intonarlo. Dopo aver suonato molte note, l'artista si assicurava che l'intonazione dello strumento fosse sempre idonea.

## Pubblicazione
Switched-On Bach venne pubblicato l'ottobre 1968. Poco prima Robert Moog aveva fatto ascoltare in anteprima una traccia dell'album alla conferenza annuale della Audio Engineering Society. Secondo le sue parole, «Mi sono allontanato dal palco per andare in fondo all'auditorium mentre la gente ascoltava. Potevo percepire che non ci stavano più nella pelle. (...) Quel nastro venne accolto da una standing ovation.»

## Copertina
La copertina di Switched-On Bach raffigura un uomo vestito da Bach posto davanti a un sintetizzatore Moog. La prima edizione del disco presenta una copertina molto simile, ove l'uomo è seduto anziché in piedi e dove Carlos non è accreditata. Quest'ultima immagine venne sostituita in quanto Carlos ed Elkind non la apprezzarono: secondo le due musiciste, si tratta di «un'immagine grottesca e banalizzante con un Bach aggressivo, intento presumibilmente ad ascoltare qualche stranezza in cuffia.» Obiettarono anche sul fatto che il sintetizzatore fosse stato impostato in modo errato dal momento che «[gli auricolari] erano collegati all'ingresso, non al l'uscita, di un modulo filtro 914, che a sua volta era collegato al nulla. [In questo modo] l'unica cosa che avrebbe soddisfatto le orecchie di Johann Sebastian sarebbe stato il silenzio.»

## Accoglienza

### Vendite
Switched-On Bach divenne il disco di musica classica di maggior successo di sempre grazie alle sue 500 000 copie vendute e rimase fra le prime quaranta posizioni delle classifiche di Billboard per diciassette settimane.

### Critica
| Recensione     | Giudizio |
| -------------- | -------- |
| AllMusic       | [ 15 ]   |
| Piero Scaruffi | [ 3 ]    |

In termini artistici, l'album ha ricevuto giudizi misti. Non è stato apprezzato dai tradizionalisti della musica classica, ma ha suscitato grande entusiasmo tra le nuove generazioni di ascoltatori. AllMusic assegna una valutazione pari a 3.5/5 e afferma che «gli ascoltatori ordinari potrebbero apprezzarlo [per l'approccio] altamente musicale (...) caratterizzato da (...) incredibili sensibilità e sfumature certosinamente rifinito in termini di timbro, tono ed espressività.» Glenn Gould sostiene che si tratti di «uno dei più sorprendenti risultati dell'industria discografica di questa generazione e certamente una delle grandi imprese nella storia della performance tastieristiche.» Secondo una dichiarazione di Robert Moog nel 1968, si tratta della «più sorprendente rivoluzione della musica elettronica fino ad oggi.» Brian Wilson dei Beach Boys lo ha definito uno degli album più "elettrizzanti" da lui sentiti. Altri, tra cui Piero Scaruffi, hanno invece espresso un giudizio negativo. Quest'ultimo assegna al disco un voto paria a 1/5 e afferma che le pubblicazioni di Carlos «sembrano sempre più delle curiosità archeologiche».
Nel 1969 vinse il Grammy Award al miglior album di musica classica, il Grammy Award for Best Classical Performance – Instrumental Soloist or Soloists (with or without orchestra) e il Grammy Hall of Fame Award.

## Impatto culturale
Switched-On Bach destò un significativo impatto nel contesto della musica pop. L'album portò alla notorietà del Moog e diversi pionieri della musica elettronica, tra cui i Moog Machine, Gershon Kingsley e Hans Wurman, acquistarono lo strumento. Esistono alcuni album che omaggiano l'esordio discografico di Carlos, tra cui Switched-On Rock (1969) dei Moog Machine e Switched Off Bach (1972), che vede nei crediti Glenn Gould, E. Power Biggs e Pau Casals. Giorgio Moroder dichiarò che l'album portò i sintetizzatori alla sua attenzione.
Il successo di Switched-On Bach portò Carlos a pubblicare i due seguiti Switched-On Bach II (1973) e Switched-On Bach 2000 (1992), che commemora il venticinquennale dell'album.

## Tracce
Tutti i brani sono stati composti da Johann Sebastian Bach ed eseguiti e arrangiati da Wendy Carlos.

### Lato A
1. Sinfonia to Cantata No. 29 – 3:20
2. Air on a G String (dalla Suite per orchestra n. 3) – 2:27
3. Two-Part Invention in F Major – 0:40
4. Two-Part Invention in B Flat Major – 1:30
5. Two-Part Invention in D Minor – 0:55
6. Jesu, Joy of Man's Desiring (da Herz und Mund und Tat und Leben) – 2:56
7. Prelude and Fugue No. 7 in E Flat Major (dal Libro I de Il clavicembalo ben temperato) – 7:07

Durata totale: 18:55

### Lato B
1. Prelude and Fugue No. 2 in C Minor (dal Libro I de Il clavicembalo ben temperato) – 2:43
2. Chorale Prelude "Wachet Auf" – 3:37
3. Brandenburg Concerto No. 3 in G Major - Allegro – 6:35
4. Brandenburg Concerto No. 3 in G Major - Adagio – 2:50
5. Brandenburg Concerto No. 3 in G Major - Allegro – 5:05

Durata totale: 20:50

## Formazione
- Wendy Carlos - tastiere, programmazione
- Benjamin Folkman - tastiere supplementari
- Rachel Elkind - produzione, note di copertina
- Robert Moog - note di copertina